# Stiftung für ehemalige politische Häftlinge

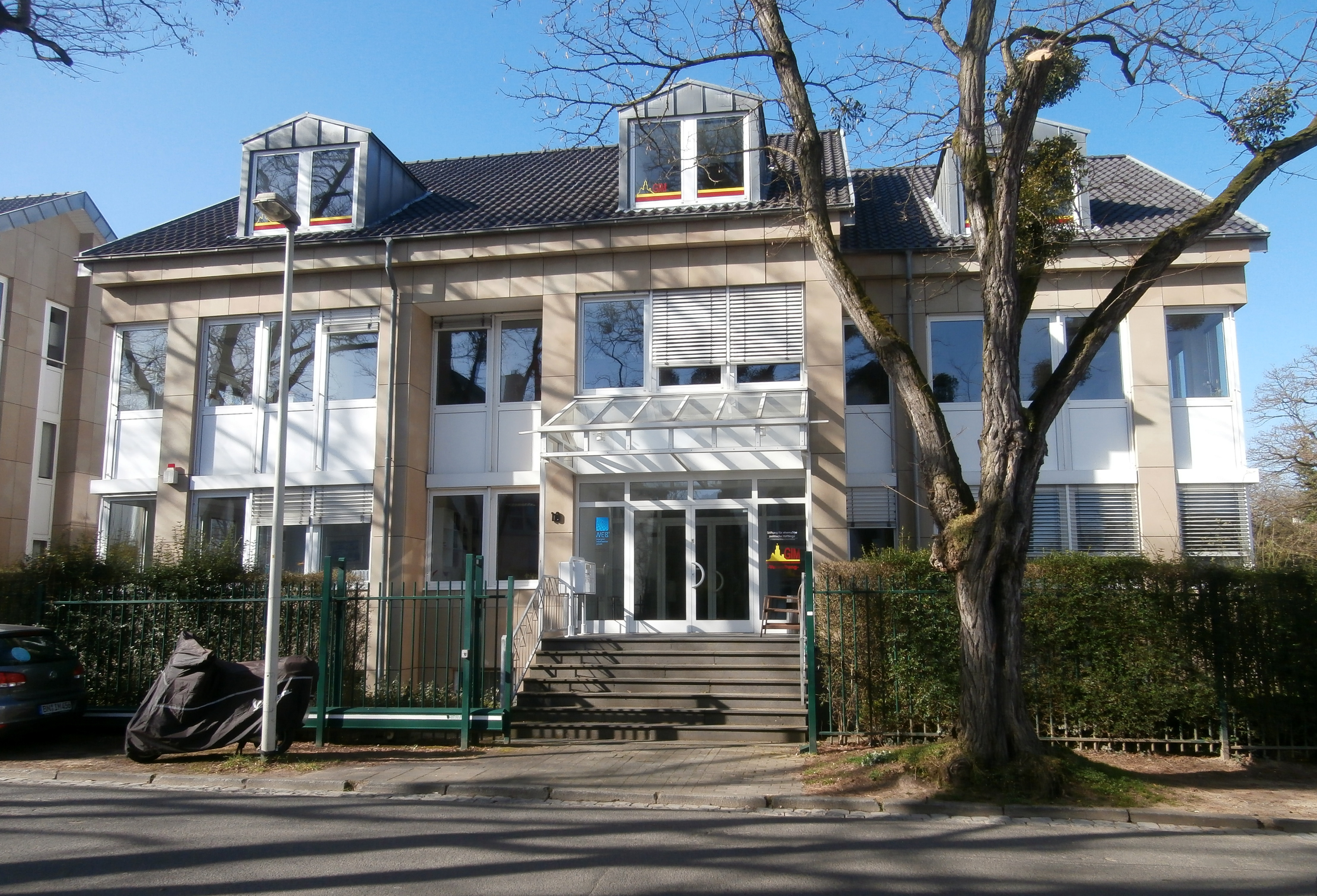
Ehem. Sitz der Stiftung in Bonn, An der Marienkapelle 10 (2010–2020)

Die Stiftung für ehemalige politische Häftlinge, eine öffentlich-rechtliche Stiftung des Bundes mit Sitz in Bonn, hat den Zweck, die in § 1 Abs. 1 des Häftlingshilfegesetzes (HHG) genannten Personen durch Gewährung von Unterstützungsleistungen gem. § 18 HHG und Beratung zu fördern und Unterstützungsleistungen gemäß § 18 des Strafrechtlichen Rehabilitierungsgesetzes (StrRehaG) an nach Maßgabe dieses Gesetzes Berechtigte zu gewähren.
Stiftungsorgane der Stiftung sind der Stiftungsvorstand und der Stiftungsrat. Sie untersteht der Rechtsaufsicht des Bundesinnenministeriums.
Zu den Begünstigten zählen deutsche Staatsangehörige und deutsche Volkszugehörige, wenn sie
1. nach der Besetzung ihres Aufenthaltsortes oder nach dem 8. Mai 1945 in der sowjetischen Besatzungszone oder im sowjetisch besetzten Sektor von Berlin oder in den in § 1 Abs. 2 Nr. 3 des Bundesvertriebenengesetzes genannten Gebieten aus politischen und nach freiheitlich-demokratischer Auffassung von ihnen nicht zu vertretenden Gründen in Gewahrsam genommen wurden oder
2. Angehörige der in Nummer 1 genannten Personen sind oder
3. Hinterbliebene der in Nummer 1 genannten Personen sind

und den gewöhnlichen Aufenthalt im Geltungsbereich des Gesetzes genommen haben.
Da diese Personengruppe heute meist über 80 Jahre alt ist, hat der Bundestag beschlossen, die bislang jährlich möglichen Unterstützungsleistungen nach § 18 HHG zu beenden – ein Antrag war letztmals möglich bis zum 30. Juni 2016 – und durch eine Einmalzahlung zu ersetzen.
Die ebenfalls jährlich möglichen Leistungen nach § 18 StrRehaG werden unverändert durch die Stiftung ausgezahlt.